# Osvald Käpp

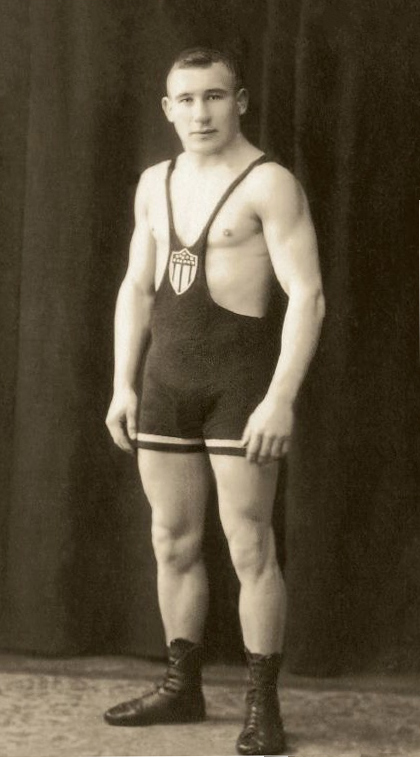
Osvald Käpp

Osvald Käpp (* 17. Februar 1905 in Tallinn; † 22. Dezember 1995 in New York City, Vereinigte Staaten) war ein estnischer Ringer.
Osvald Käpp erlernte das Ringen im Sportverein Kalev Tallinn. Bereits mit 19 Jahren startete er für Estland bei den Olympischen Spielen in Paris und belegte dort den achten Rang. Von da an begann eine sehr erfolgreiche internationale Laufbahn. Höhepunkt war sein Olympiasieg 1928 in Amsterdam. 1929 wanderte Käpp in die USA aus, rang aber bei den Olympischen Spielen 1932 in Los Angeles noch einmal für Estland.

## Internationale Erfolge
(OS = Olympische Spiele, EM = Europameisterschaft, gr = griechisch-römischer Stil, F = Freistil, Fe = Federgewicht, Le = Leichtgewicht, We = Weltergewicht)
- 1924, 8. Platz, OS in Paris, gr, Fe, mit Siegen über René Rottenfluc, Frankreich und Jenő Németh, Ungarn und Niederlagen gegen Kalle Anttila, Finnland und Aage Torgensen, Dänemark;
- 1924, unplatziert, OS in Paris, F, Le, nach einer Niederlage gegen George Gardiner, Großbritannien;
- 1926, 2. Platz, EM in Riga, Gr, Le, mit Siegen über Harald Pettersson, Schweden, František Kratochvíl, Tschechoslowakei, und einer Niederlage gegen Mihály Matura, Ungarn;
- 1927, 3. Platz, EM in Budapest, gr, Le, mit Siegen über Blazyca, Polen, Sesta, Österreich, Lajos Keresztes, Ungarn, Nord, Norwegen und einer Niederlage gegen Eduard Sperling, Deutschland;
- 1928, Goldmedaille, OS in Amsterdam, F, Le, mit Siegen über Clarence Berryman, USA, Carlo Tesdorf Jørgensen, Dänemark, Birger Nilsen, Norwegen und Charles Pacôme, Frankreich;
- 1928, 9. Platz, OS in Amsterdam, gr. Le, nach Siegen über Piero Postini, Italien, Harald Pettersson, und einer Niederlage gegen Tayyar Yalaz, Türkei;
- 1932, 6. Platz, OS in Los Angeles, F, Le, nach Niederlagen gegen Károly Kárpáti, Ungarn und Charles Pacôme;
- 1932, 4. Platz, OS in Los Angeles, gr, We, mit Siegen über Børge Jensen, Dänemark, Ercole Gallegatti, Italien und einer Niederlage gegen Ivar Johansson, Schweden.

## Nationale Erfolge
Ovvald Käpp gewann fünfmal die estnische und viermal die US-amerikanische Meisterschaft.